# Едивил (Кентаки)
Едивил (енгл. Eddyville) град је у америчкој савезној држави Кентаки.

## Демографија
По попису из 2010. године број становника је 2.554, што је 204 (8,7%) становника више него 2000. године.
| Група             | 2000.         | 2010.         |
| Белци             | 2.010 (85,5%) | 2.113 (82,7%) |
| Афроамериканци    | 299 (12,7%)   | 354 (13,9%)   |
| Азијати           | 3 (0,1%)      | 8 (0,3%)      |
| Хиспаноамериканци | 23 (1,0%)     | 39 (1,5%)     |
| Укупно            | 2.350         | 2.554         |